# Fustis parasensora
Fustius parasensora là một loài bướm đêm thuộc họ Erebidae. Nó được tìm thấy ở miền nam Lào.
Sải cánh dài khoảng 10 mm. 